# I quattro finalisti del Concorso Voci Nuove
I quattro finalisti del Concorso Voci Nuove è un EP di vari artisti, pubblicato dalla Ricordi (catalogo S-ERL 217) nel 1965.
Solo la traccia di apertura dell'EP, verrà reinserita nella raccolta Le origini - Discografia '64/'69 (On Sale Music, 64 OSM 132) – disponibile in CD, download digitale e streaming – che uscirà 55 anni dopo.

## Tracce

### Lato A
1. Marina Occhiena[2] – A poco a poco – 2:56 (Mario Quargnenti)
2. Gianni Di Cristina – Sono qui e sono solo – 3:07 (testo: Giovanni Di Gristina e Gianni Sanjust – musica: Gianni Marchetti)

Durata totale: 6:03

### Lato B
1. Marcello Fattorini – Non ti chiedo – 3:19 (Giovanni Di Gristina)
2. Kiko Fusco – Ehi tu! (Hey Girl[3]) – 3:35 (Goffin-King – adattamento in italiano: Il Guardiano del Faro[4])

Durata totale: 6:54